# МГЭС Врело
МГЭС (малая гидроэлектростанция) Врело (серб. Мала хидроелектрана Врело / МХЕ Врело) — малая гидроэлектростанция в Сербии, расположенная на реке Врело около местечка Перучац (община Баина-Башта). Построена в 1927 году по проекту инженера-гидротехника Миладина Печинара. Обладает мощностью 60 кВт. Отвечает за энергообеспечение города Баина-Башта и села Калуджерске-Баре в горном массиве Тара. Реконструирована в 1987 году по случаю 60-летия сооружения.

## Строительство
Станция находится около города Перучац и стоит на реке Врело, самой короткой реке Сербии (365 м длина ручья), которая впадает в Дрину. На подходе к месту впадения Врела в Дрину образуются несколько водопадов.
Станция была построена по проекту инженера-гидротехника Миладина Печинара и открыта 27 ноября 1927 года. Под мостом на дороге Перучац — Баина-Башта была возведена невысокая плотина с водосливным полем. По правую сторону находится главное здание, от его решётки идёт деривационный канал протяжённостью 60 м, по которому вода из реки по наклонному трубопроводу поступает на станцию. На первом этаже находится турбина, электроэнергия передаётся на асинхронный генератор на втором этаже. Там же находится регулятор турбины и шкаф управления с энергетическим оборудованием.
В 1959 году работа МГЭС была приостановлена из-за частых поломок и износа оборудования. В 1985—1986 годах был проведён капитальный ремонт с модернизацией электромеханического оборудования и машин. 27 ноября 1986 года, в годовщину 60-летия начала работы станция снова была подключена к распределительной сети.

## Характеристики
- Расход через турбины: 0,75 м³/с[2]
- Мощность: 60 кВт[2]
- Турбины: одна Francis[2]
- Ежегодная выработка: 480 МВт⋅ч[2]
- Напор: 17,01 м[2]

## Галерея

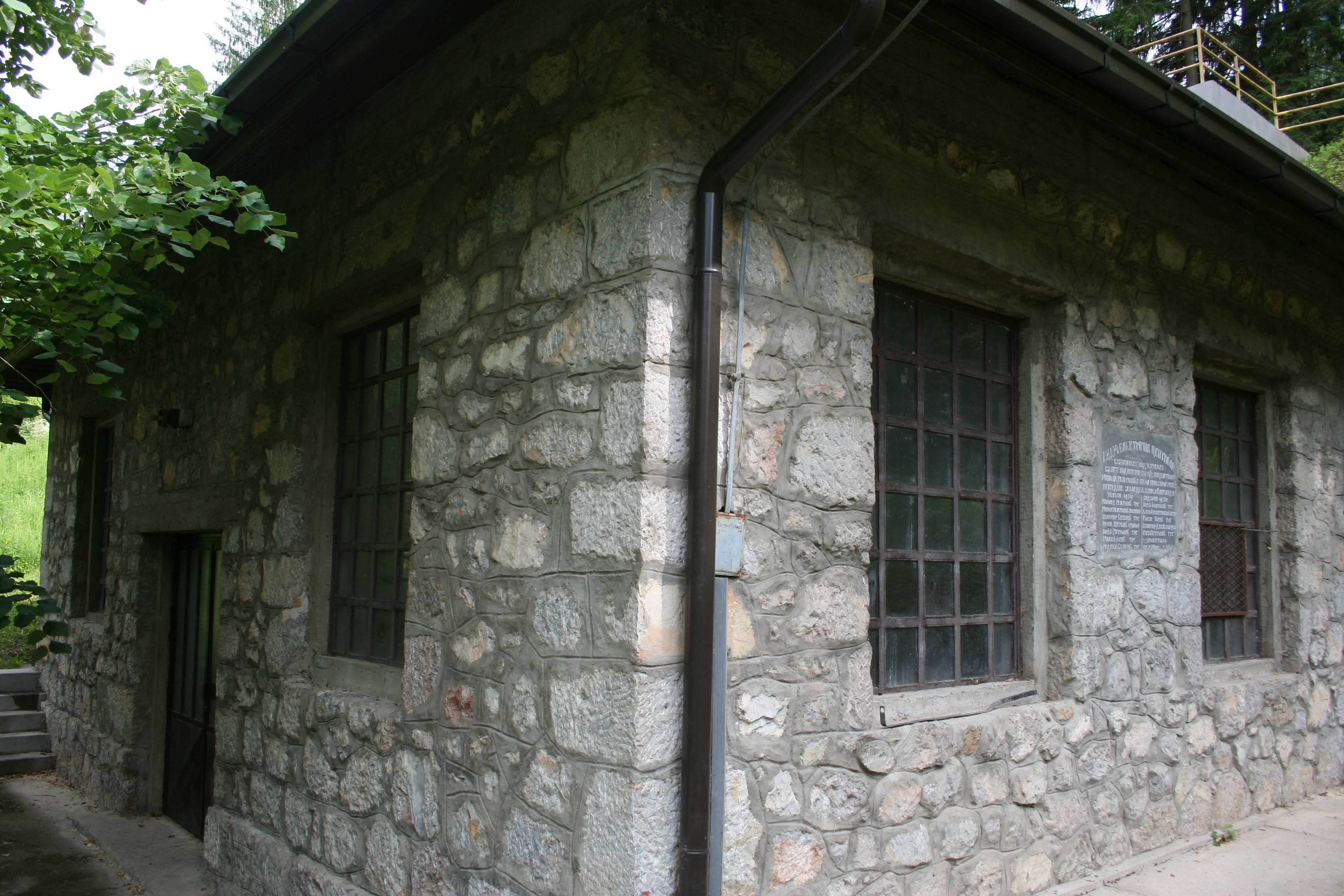
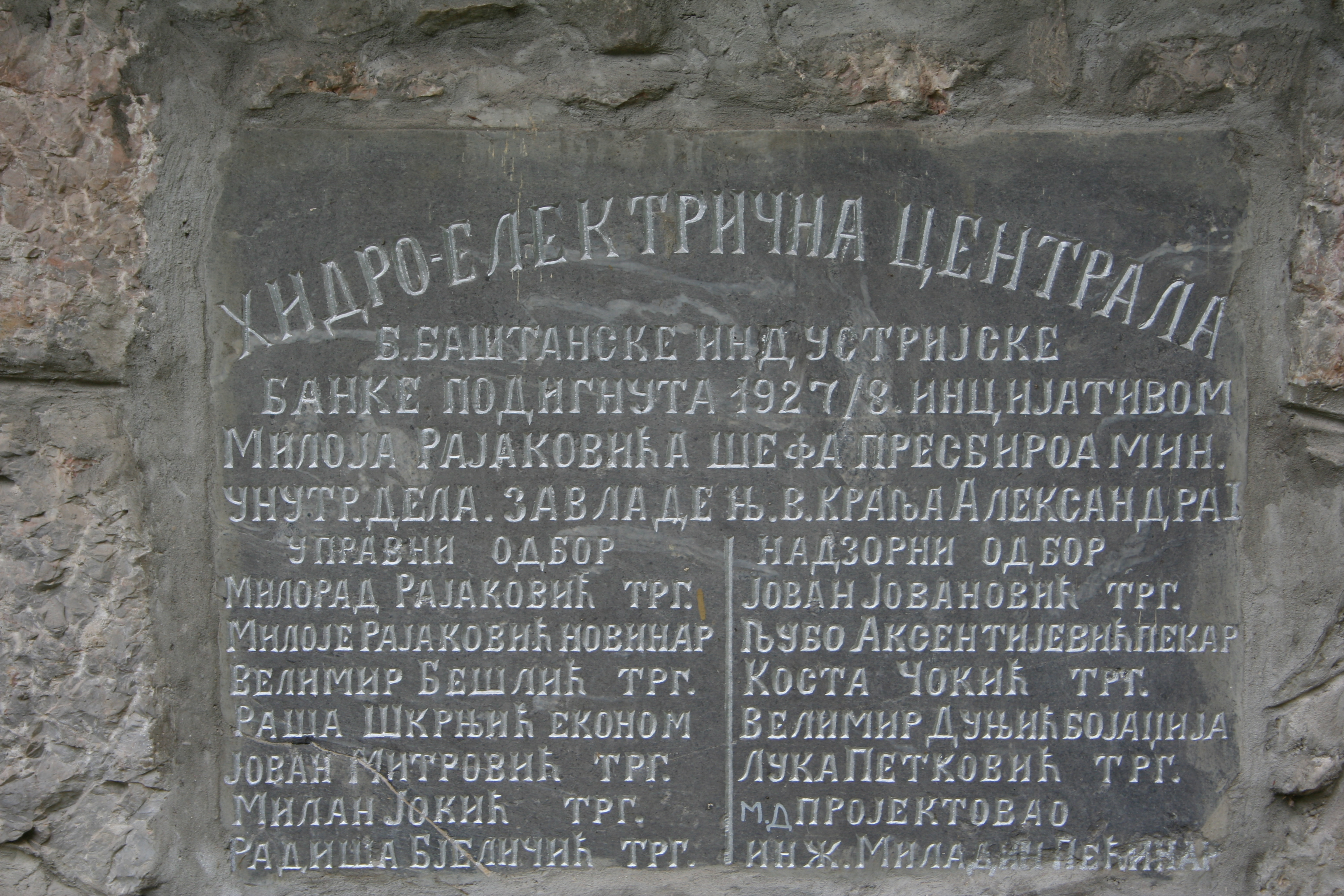
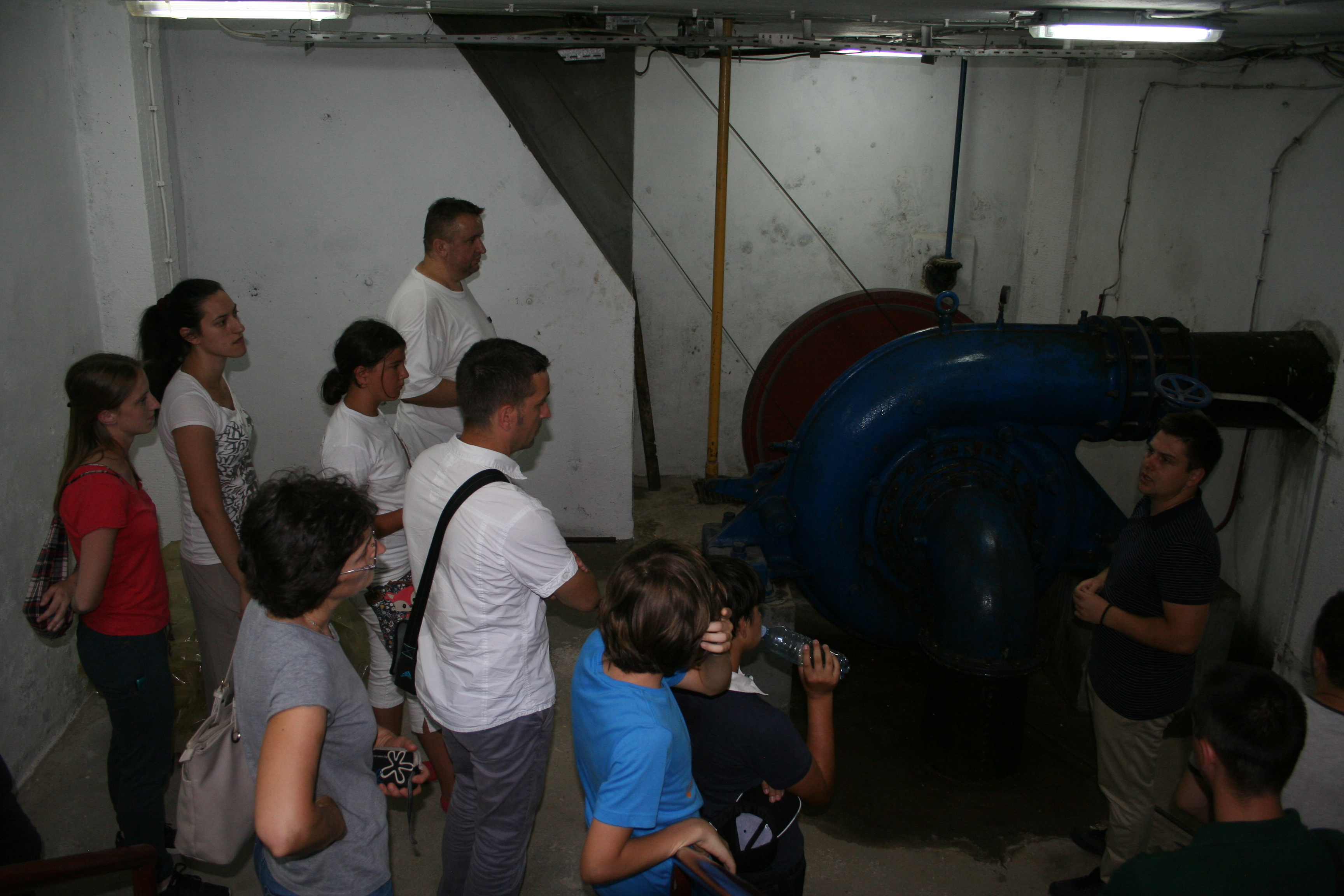
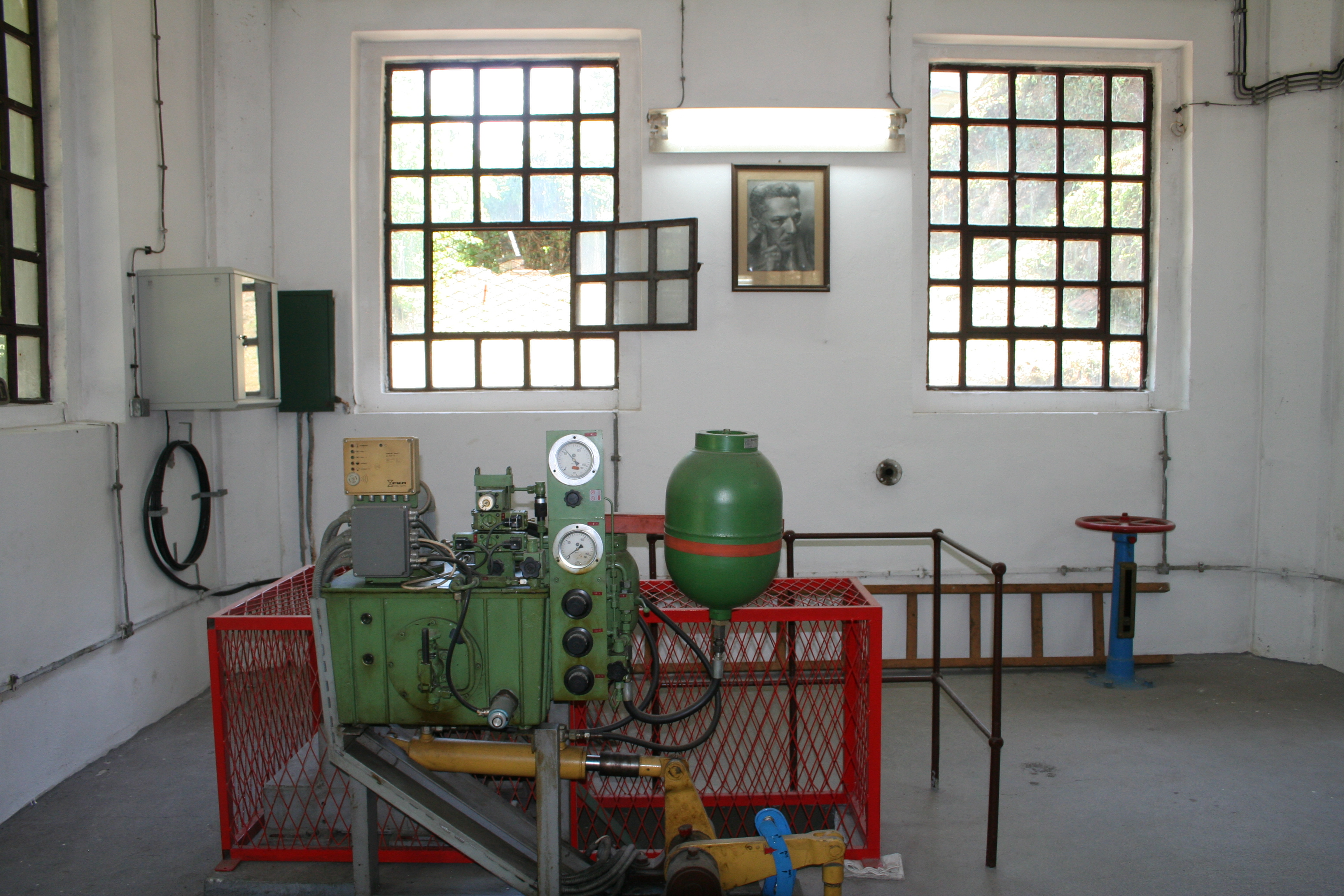
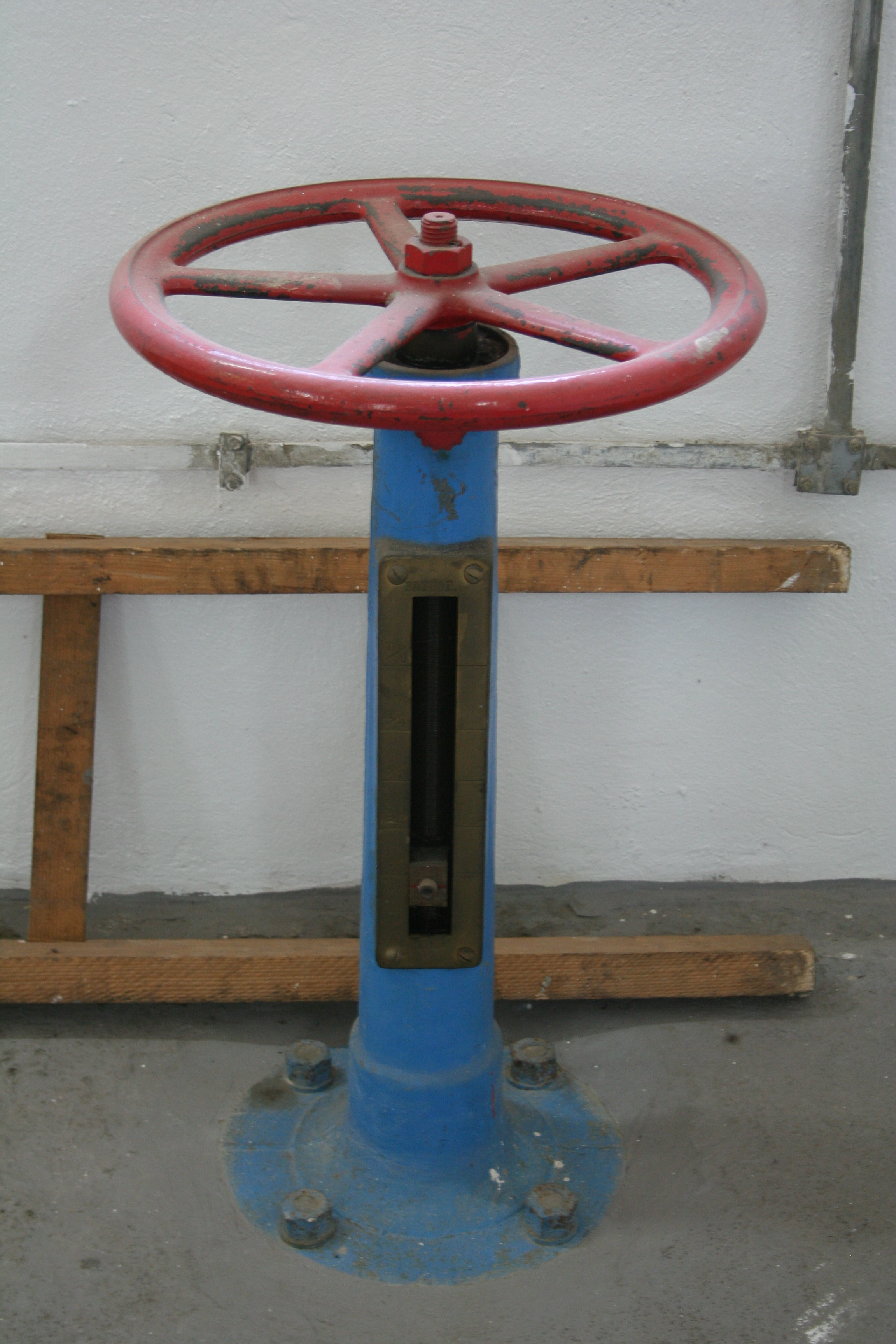
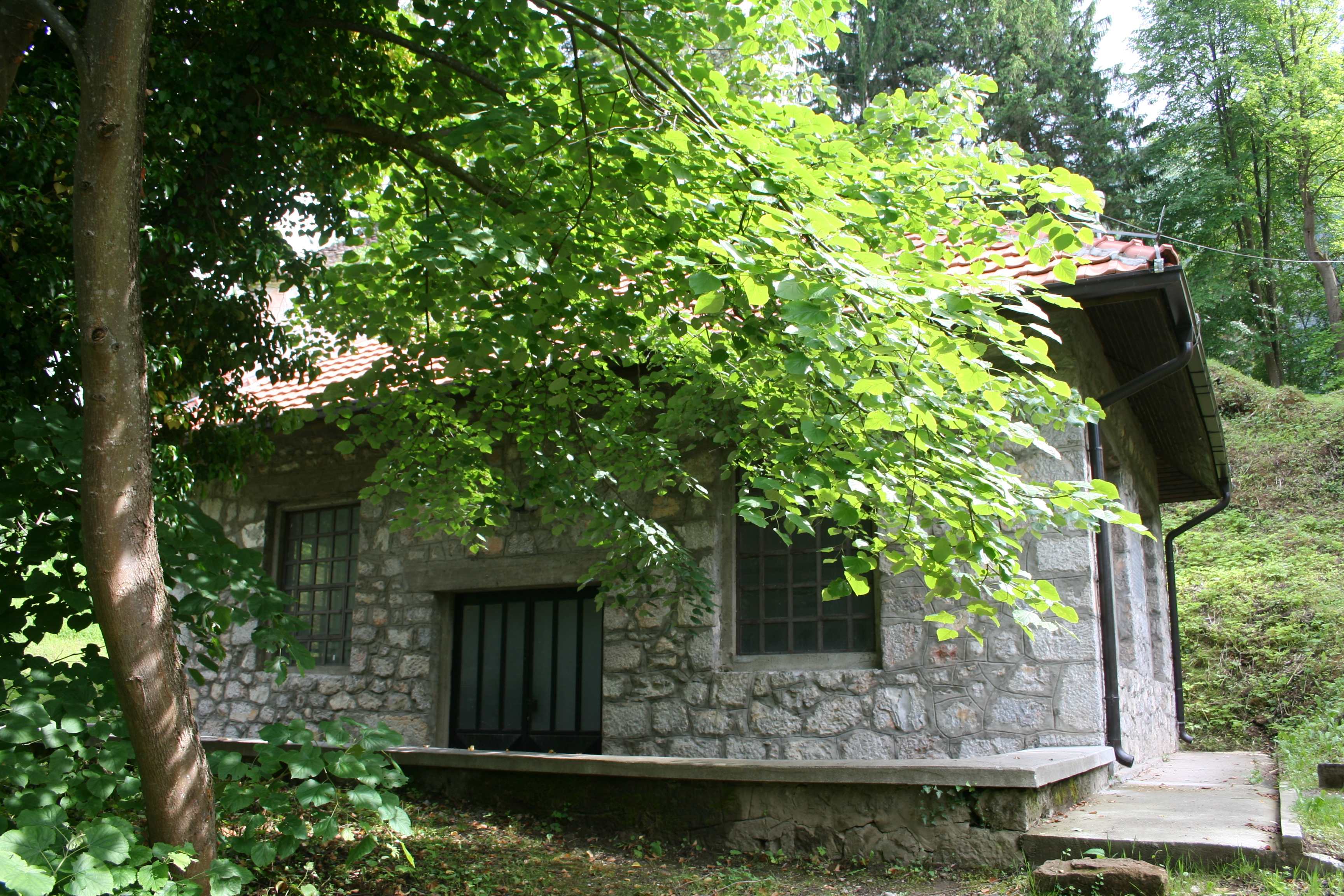